# جان تی. پارسونز
جان تی. پارسونز (انگلیسی: John T. Parsons; ۱۱ اکتبر ۱۹۱۳ – ۱۸ آوریل ۲۰۰۷) مخترع، و مهندس اهل ایالات متحده آمریکا بود.
وی همچنین برندهٔ جوایزی همچون مدال ملی فناوری و نوآوری شده‌است.